# Präsensstamm
Vom Präsensstamm wird in diversen Grammatiken gesprochen. Er wird als kleinste Einheit des Verbs, die aber noch dessen Grundbedeutung hat, beschrieben.

## Deutsche Sprache
Im Deutschen entspricht er dem Infinitiv, vermindert um dessen Suffix -en, bei Verben auf -ln um das Suffix -n sowie gleichermaßen bei Verben auf -rn:
| Infinitiv | Präsensstamm |
| --------- | ------------ |
| suchen    | such-        |
| liebeln   | liebel-      |
| klappern  | klapper-     |

Im Deutschen ist er der Stamm, von dem die meisten Verbformen gebildet werden. Die zwei weiteren Stämme im Deutschen sind der Präterital- und der Partizipialstamm.

## Lateinische Sprache
Im Lateinischen erhält man den Präsensstamm durch Streichung des Infinitivsuffixes -re. Im Gegensatz zum Deutschen besitzt das Lateinische keinen Präteritalstamm (dafür aber einen Perfektstamm, den das Deutsche nicht kennt). Es bildet eine Vergangenheitsform aus dem Präsensstamm, nämlich das Imperfekt.

## Griechische Sprache
Im Altgriechischen gab es neben dem Aorist-, Perfekt- und Futurstamm den Präsensstamm, der wie im Lateinischen neben dem Präsens auch das Imperfekt bildete.
Im Neugriechischen wird der Präsensstamm vom Aorist-Aktiv-Stamm, vom Aorist-Passiv-Stamm sowie vom Partizipialstamm unterschieden. Mit dem Präsensstamm werden die Gegenwartstempora in Aktiv und Passiv und ebenfalls das imperfektive Vergangenheitstempus „Paratatikos“ gebildet.